# Apteropeda splendida
Apteropeda splendida är en skalbaggsart som beskrevs av Allard 1860. Apteropeda splendida ingår i släktet Apteropeda, och familjen bladbaggar. Arten har ej påträffats i Sverige.